# Mimorsidis taiwanensis
Mimorsidis taiwanensis là một loài bọ cánh cứng trong họ Cerambycidae.